# 蒋天宝
蒋天宝（1968年2月—），男，汉族，四川营山人，中华人民共和国政治人物。1990年11月加入中国共产党，1991年7月参加工作。南洋理工大学公共管理专业在职研究生学历，公共管理硕士学位。曾任国家乡村振兴局党组成员、副局长，现任中共辽宁省委常委、组织部部长。

## 人物经历

### 四川
1991年7月毕业于四川农业大学农业环境保护专业，随后在四川省农业厅工作，先后担任土肥处干部、党办副主任、党办主任、经济作物处处长、办公室主任、计划财务处处长、机关党委书记、副厅长等职。
2014年3月，出任中共德阳市委常委、组织部部长兼市委党校校长。
2016年1月，任中共四川省委组织部副部长。2021年7月，任中共四川省资阳市委书记。

### 中央
2022年2月，调任国家乡村振兴局副局长。

### 辽宁
2023年6月，升任中共辽宁省委常委、组织部部长。